# Eugène Gandar
Eugène Gandar, né le 8 août 1825 au Neufour (Meuse) et mort le 21 février 1868 à Paris 6e, est un professeur d'université français, spécialiste de littérature. 

## Biographie
Eugène Gandar effectue ses études au collège Sainte-Barbe et au lycée Louis-le-Grand où il suit des cours de rhétorique et de philosophie. Il en ressort bachelier ès lettres en 1844. Il intègre ensuite l’École normale (1844). Il obtient une licence en 1845, puis l'agrégation de lettres en 1847. Le 29 novembre 1854, il soutient ses deux thèses de doctorat ès lettres à la Faculté de Paris. La première, en français, s'intéresse à Pierre de Ronsard, en ce qu'il était considéré comme imitateur d'Homère et de Pindare. La deuxième, en latin, traite du Ulysse d'Homère.  
Sa carrière académique débute en tant que membre de l’École française d'Athènes (1847). Il est par la suite professeur de rhétorique au lycée de Metz (1849-55). En 1855, il devient professeur suppléant de littérature ancienne à la Faculté des lettres de Grenoble. Il est chargé du cours de littérature étrangère à la Faculté des lettres de Caen l'année suivante. Il est délégué dans une conférence de langue et littérature françaises à l’École normale supérieure en 1860 et exerce les fonctions de professeur suppléant d'éloquence française à la Faculté des lettres de Paris à partir de 1861. Il meurt en 1868, toujours en fonctions.
Eugène Gandar est le fondateur de la société "L'Union des arts" à Metz et dirige la revue publiée par cette société. Il est membre de l'Association pour l'encouragement des études grecques.

## Œuvres
Parmi les ouvrages écrits par Eugène Gandar figurent : 
- Homère et la Grèce contemporaine, thèse de doctorat (1854) ;
- Athènes, son génie et ses destinées (1855) ;
- Ronsard considéré comme imitateur d'Homère et de Pindare, thèse de doctorat (1854) ;
- De Ulyssis Ithaca, quae sit Homero locos describenti, fides adhibenda, thèse de doctorat (1854) ;
- Les Andelys et Nicolas Poussin (1859) ;
- Pascal, Bossuet, Fénelon, cours professé à la Sorbonne (1861-65) ;
- Bossuet orateur, études critiques sur les sermons de la jeunesse de Bossuet (1867)[5] ;
- Choix de sermons de la jeunesse de Bossuet, édition critique, revue sur les manuscrits originaux (1867) ;
- Lettres et souvenirs d'enseignement publiés par sa famille et précédés d'une étude biographique par Sainte Beuve, 2 vol. (1869).

## Distinctions
Eugène Gandar est fait chevalier de la Légion d'honneur en 1866. Il est également lauréat de l'Académie française pour son livre sur Jacques-Bénigne Bossuet.